# Yun Il-lok
Yun Il-lok (hangul: 윤일록), född 7 mars 1992 i Gwangju, är en sydkoreansk fotbollsspelare som spelar för Ulsan Hyundai och för Sydkoreas landslag. Tidigare har han spelat för Yokohama F. Marinos och Montpellier.

## Karriär
Den 16 juli 2021 värvades Il-lok av Ulsan Hyundai.